# Giovanni Antonio Licinio (pittore)

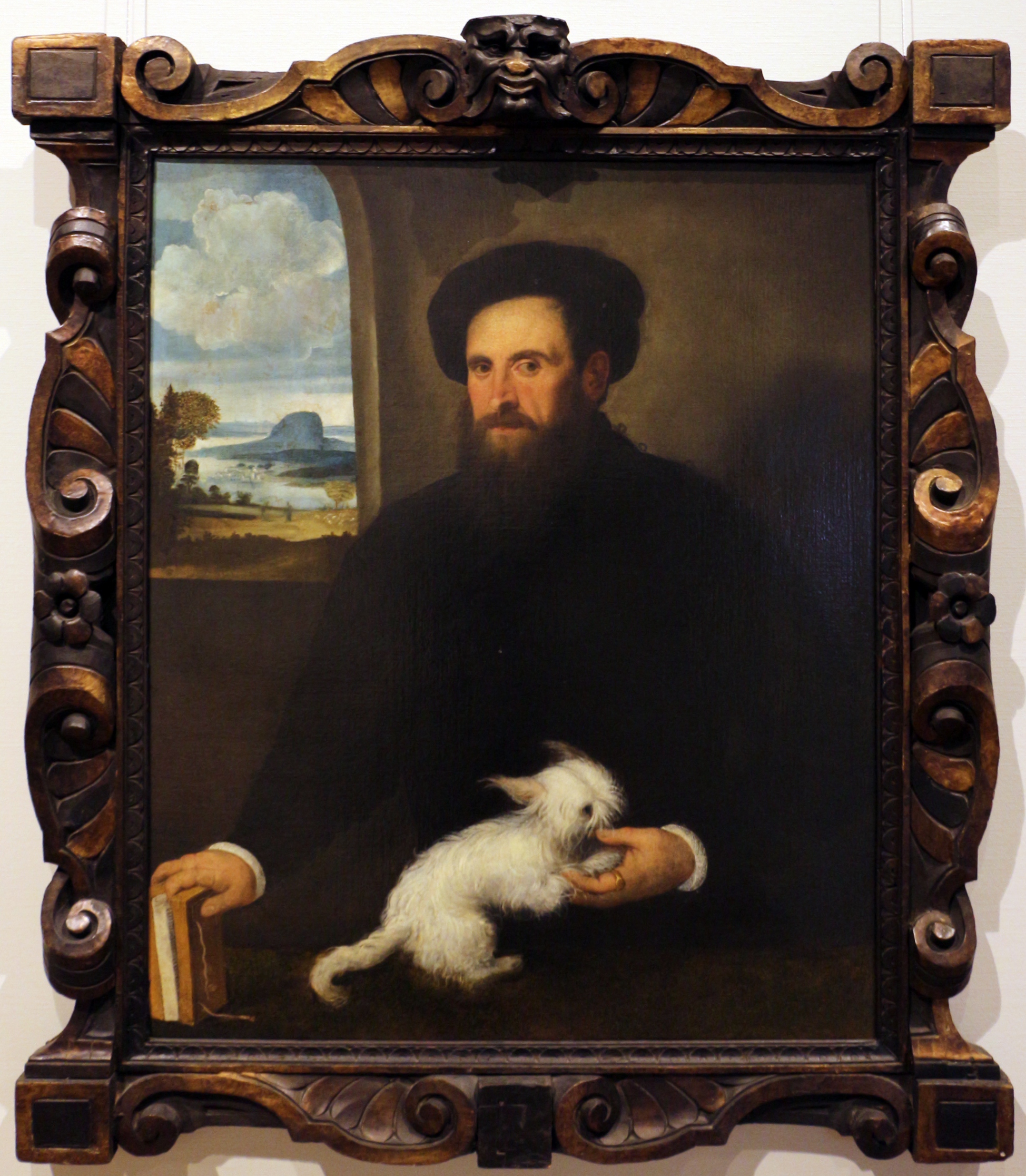
Ritratto di gentiluomo con cagnolino, 1530, Pinacoteca del Castello Sforzesco

Giovanni Antonio Licinio, detto il Sacchiense (Venezia, 1515? – Como, 1576), è stato un pittore italiano.

## Biografia
Faceva parte di una famiglia di pittori manieristi di scuola veneziana: lo era il fratello Giulio, il padre Arrigo, e soprattutto il fratello del padre, Bernardino Licinio.
Visse e operò soprattutto nel Veneto orientale: con ogni probabilità a lui va attribuita l'opera Madonna con il Bambino in gloria, san Giovannino e i santi Bartolomeo e Giacomo (1570 circa), conservata nella chiesa parrocchiale di Camino di Oderzo.
Con il fratello Giulio affrescò la cappella del castello di Bratislava nel periodo 1563-1568. Dopo il 1570 si trasferì a Como dove affrescò la sacrestia del Duomo.